# Хаси Месауд
Хаси Месауд (на арабски: حاسي مسعود) е град и едноименна община в Източен Алжир, област Уаргла. Градът е административен център на едноименни община и околия.
Намира се в североизточната част на Алжирска Сахара, на 85 km югоизточно от областния център Уаргла и на 240 km югозападно от границата с Тунис.
Градската агломерация има 44 478 жители, а населението на общината е 45 147 души (преброяване, 14.04.2008).
Районът се развива бурно от средата на 20 век. През 1956 г. там е открито гигантско находище на суров нефт - най-голямото не само в страната, но и на континента. Залежите са на дълбочина 3,3 - 3,4 км. Геологическите запаси се оценяват на 2,4 млрд. т. Плътността на нефта е 0,80 г/см3, а съдържанието на сяра е едва 0,13 %.
Оператор на находището е алжирската държавна нефто-газова компания „Сонатрак“. Добивът на нефт през 2006 г. съставлява 22 млн. тона. Благодарение на добива на нефт израства цял град. Построени са нефтопреработващ комбинат, крупна аерогара, широко е развита инфраструктурата.
Оказва се, че под самия град има залежи, удобни за добив. Ето защо по поръчка на алжирското правителство от алжирско-южнокорейския консорциум Dongmyeong-Saman-Kun Won-BEREG е разработен проект за преместване на града. Първата копка за строителството на новия град е направена на 28 юли 2013 г. Предвижда се той да може да поеме население от 80 000 души към 2020 г.